# Watson (supercomputer)

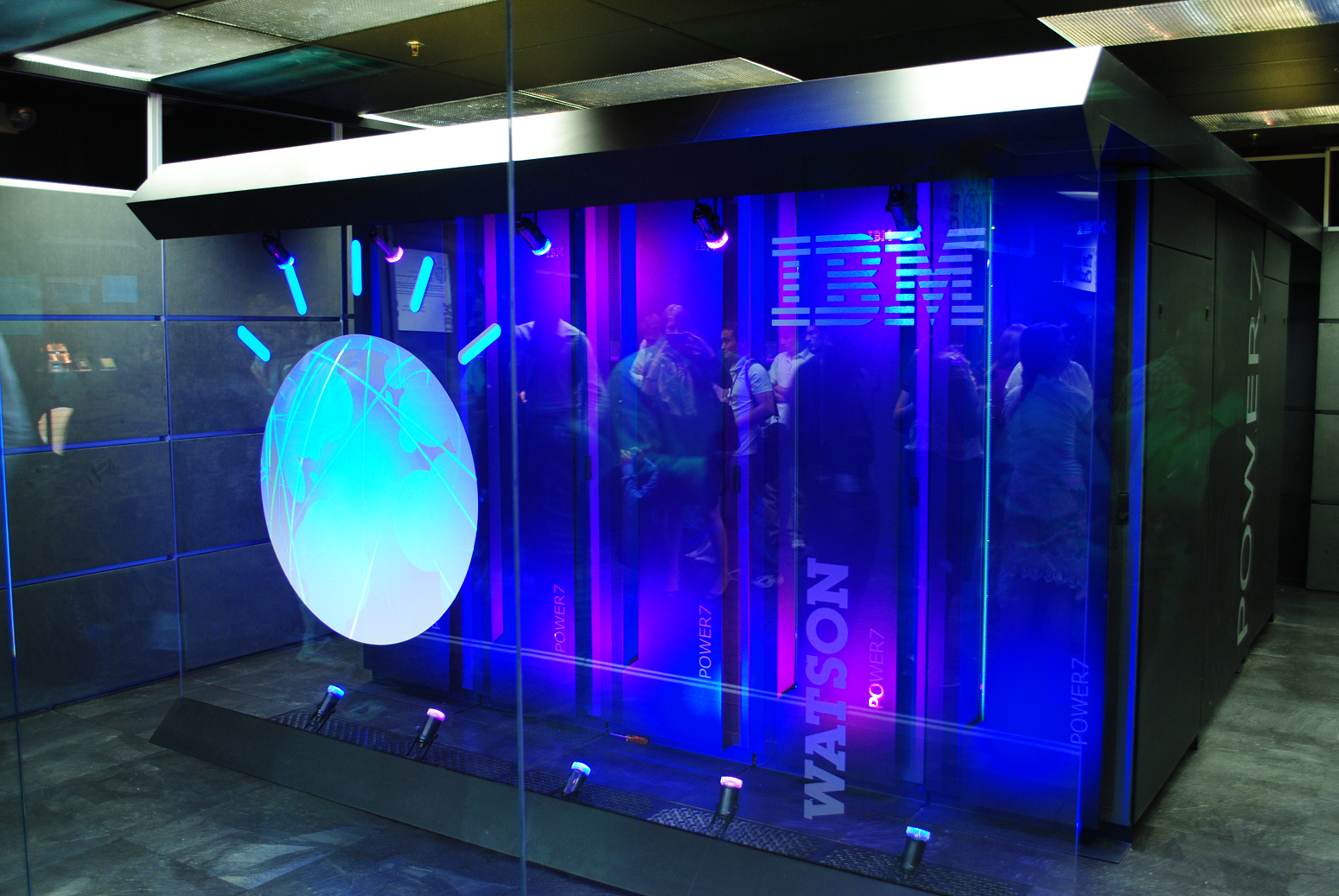
Watson

Watson is een supercomputer die sedert 2007 ontwikkeld werd door het Amerikaanse bedrijf IBM. Hij kan een in spreektaal gestelde vraag interpreteren en na een zoektocht door een verzameling van encyclopedieën, boeken, tijdschriften, wetenschappelijke artikelen en gedownloade websites binnen enkele seconden een goed antwoord op de vraag geven. Watson maakt hierbij gebruik van op maat gemaakte diepe-vraag-en-antwoordsoftware die verder gaat dan de conventionele kunstmatige intelligentie. Watson berekent ook een betrouwbaarheid van zijn antwoorden en besluit op basis hiervan of het antwoord betrouwbaar genoeg is om gegeven te worden.
Watson is vernoemd naar Thomas J. Watson, de oprichter van IBM.

## Deelname aan Jeopardy!

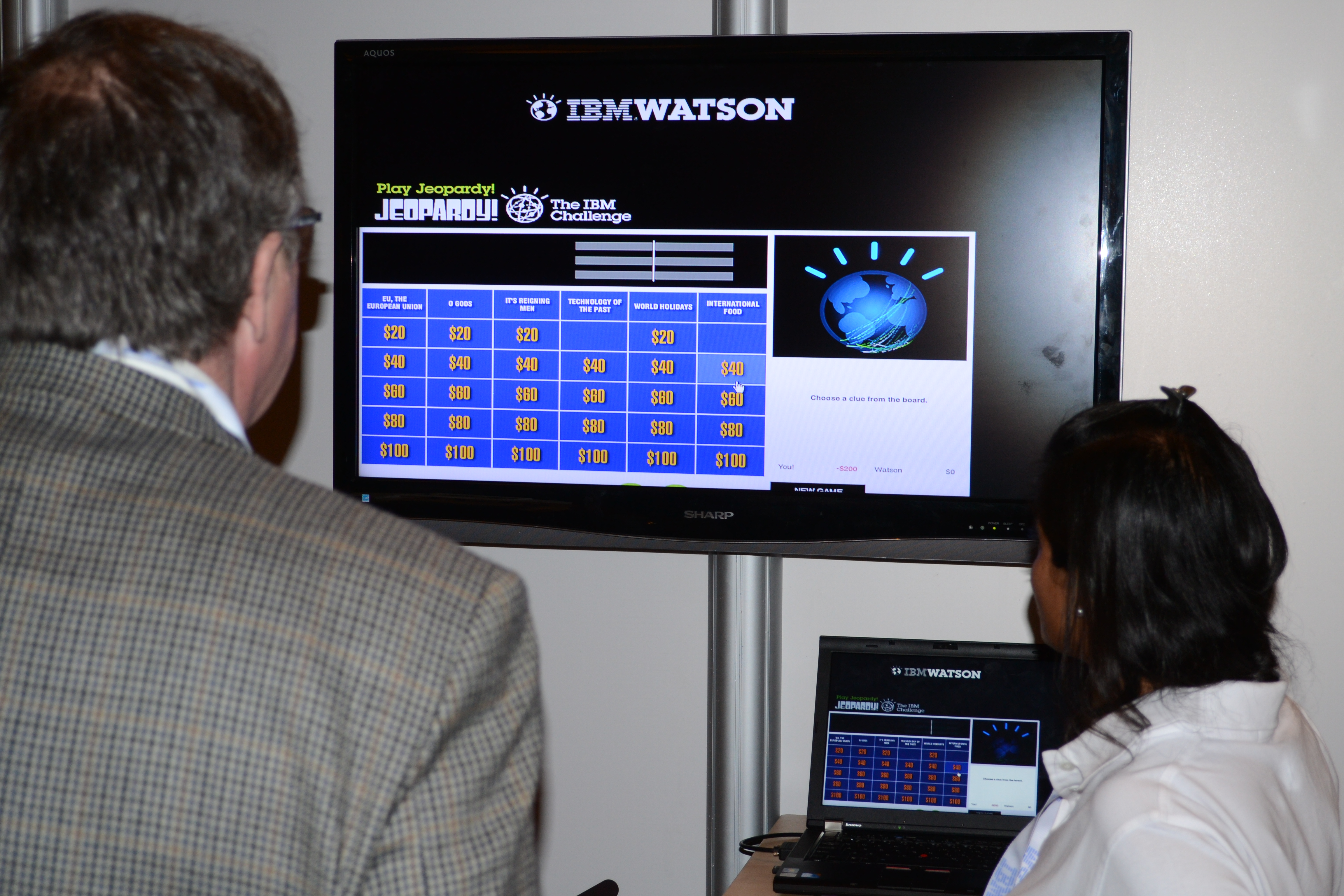
Een demonstratie van Watson die het spel Jeopardy! speelt

IBM wilde zijn Deep QA AI (Artificial Intelligence) in een omgeving testen waar natuurlijke menselijke vragen aan bod komen. Daarom werd als doel gesteld een deelname aan het tv-programma Jeopardy!, een tv-quiz waarbij kandidaten geld kunnen winnen als ze als eerste vragen correct beantwoorden. De eerste versie van Watson, die werd ontwikkeld sinds 2007, kwam niet verder dan 50% correcte antwoorden. Om zich te kunnen meten met de beste menselijke deelnemers moest hij echter 90% van de vragen goed kunnen beantwoorden. Watson moest daarbij in staat zijn om bijvoorbeeld ironie en raadsels te herkennen, iets waar computers doorgaans meer moeite mee hebben dan mensen.
Watson heeft in februari 2011 deelgenomen aan Jeopardy!. Daar speelde hij tegen de twee grootste spelers uit de geschiedenis van het programma: Brad Rutter en Ken Jennings. Rutter wist in de eerste ronde nog gelijk te spelen tegen Watson maar alle andere rondes werden overtuigend door Watson gewonnen. De eindstand van de driedaagse competitie was: Watson: $ 77.147, Jennings: $ 24.000 en Rutter: $ 21.600.
Twee weken na zijn succesvolle tv-optreden nam Watson het in een proefwedstrijd Jeopardy! op tegen vijf leden van het Amerikaanse Congres. Watson won ook deze wedstrijd ($ 40.300–$ 30.000) maar verloor wel van het congreslid Rush D. Holt, Jr., een oud-deelnemer aan Jeopardy!.